# گوهرمرغ پولک‌دار
گوهرمرغ پولک‌دار (نام علمی: Cotinga cayana) یک گونه از پرندگان خانواده گوهرمرغان است. در تاج‌پوش جنگل‌های آمازون در آمریکای جنوبی می‌شود.
گوهرمرغ‌ها به دلیل رنگ‌های درخشان و زیبای خود، توسط مردم بومی و مقیم برای پر و همچنین برای غذا شکار شده‌اند. از پرهای برخی از گونه‌ها در ساخت مگس ماهیگیری و طعمه‌ها استفاده می‌شود. زیبایی این پرندگان پرنده‌نگران را از سراسر جهان به خود جذب می‌کند و بنابراین ممکن است به اقتصاد گردشگری محلی کمک کند.
گوهرمرغ پولک‌دار در سراسر حوضه آمازون یافت می‌شود. به دلیل پراکندگی گسترده آن، در معرض خطر پنداشته نمی‌شود.

## نگارخانه

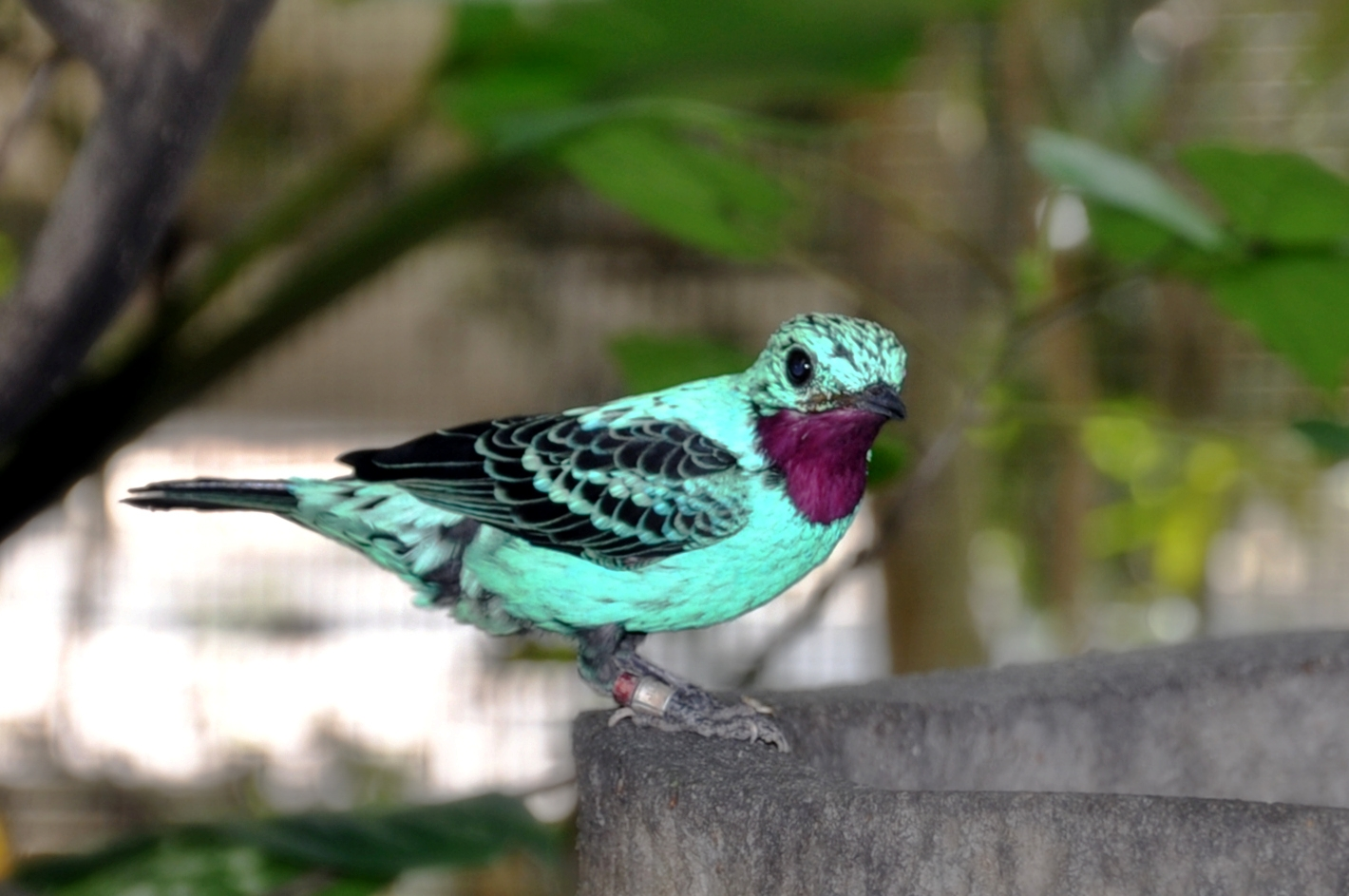
در پارک پرندگان جورونگ، سنگاپور
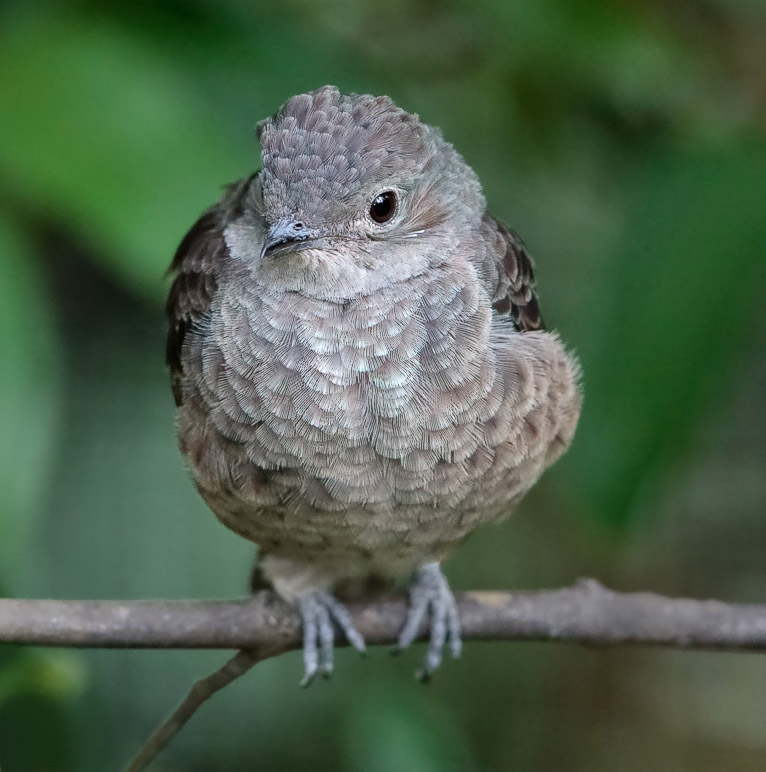
ماده در پارک پرندگان جورونگ، سنگاپور
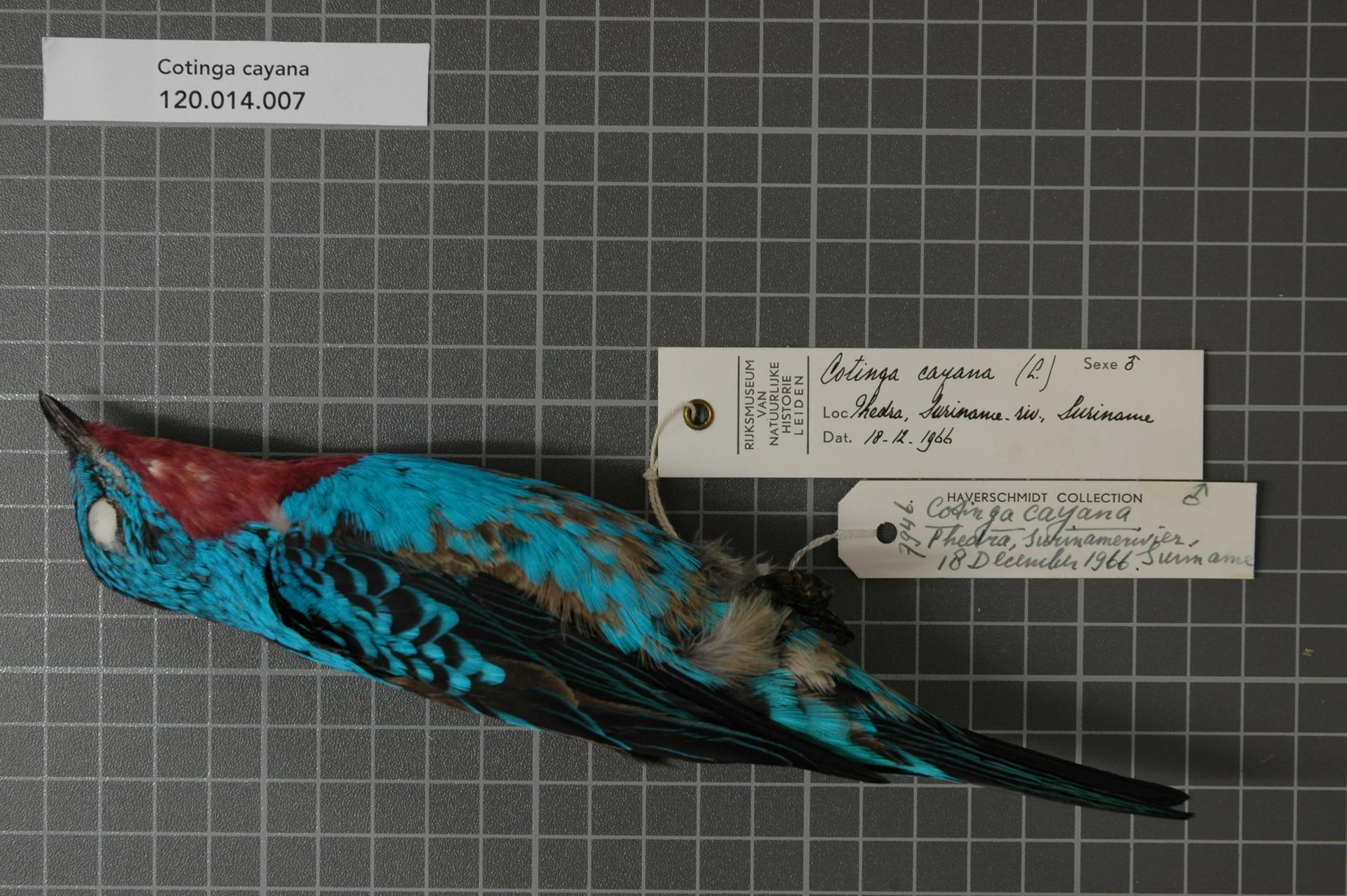
Cotinga cayana (Linnaeus، ۱۷۶۶)، نمونه نر موزه‌ای
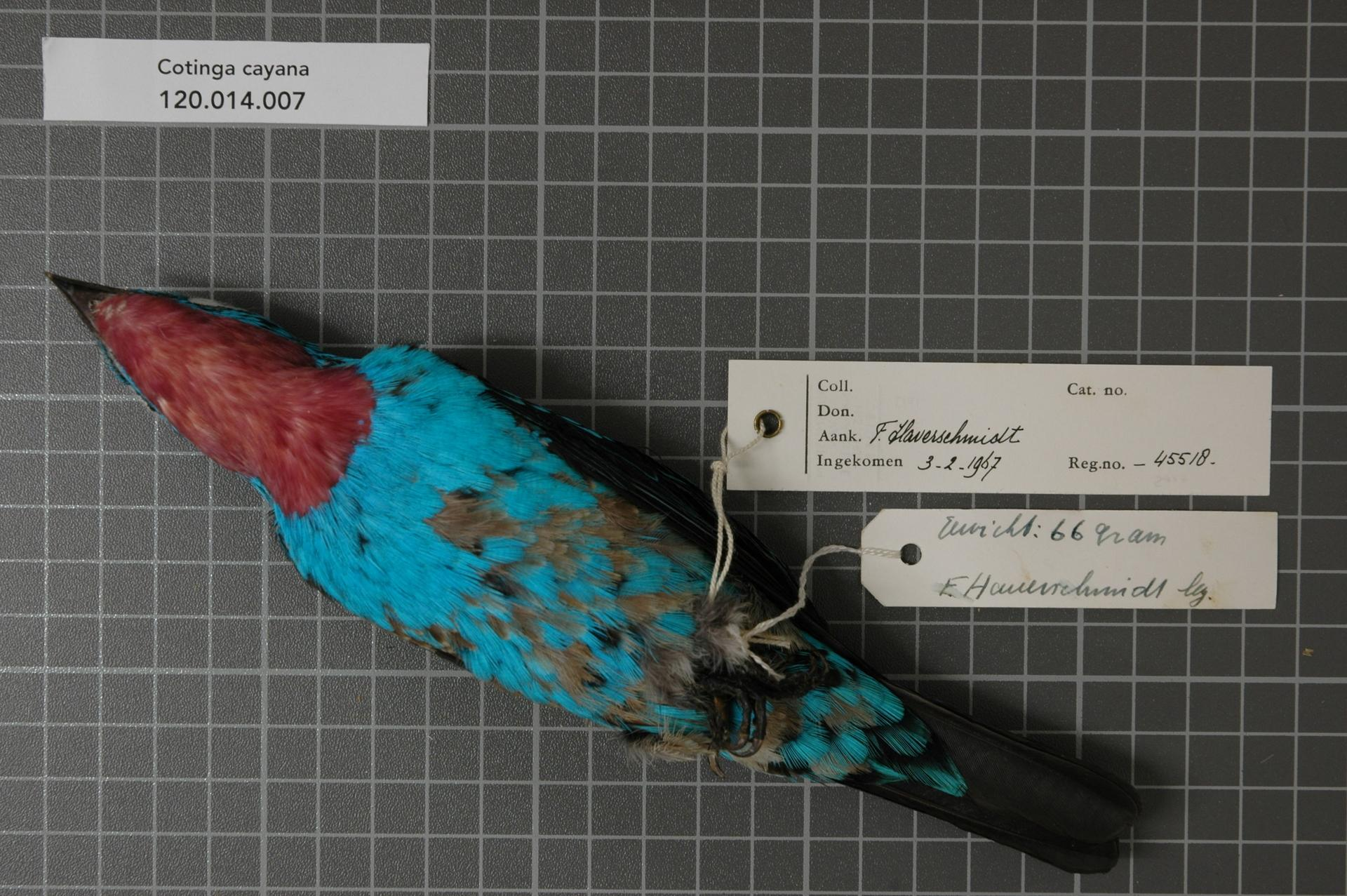
همان فرد، نمای شکم